# Fästning Europa
Fästning Europa, tyska Festung Europa, var ett begrepp som användes av Nazityskland under andra världskriget för att beskriva de befästningar som var avsedda att hålla de allierade borta från det europeiska fastlandet.
I mer modern bemärkelse har det börjat användas för att beskriva ett allt mer stängt Europa och den gräns-/migrationspolitik som EU för.